# Windows 8.1
Windows 8.1 (codenaam Windows Blue) is een update voor Windows 8 van Microsofts besturingssysteemreeks Microsoft Windows. Het systeem is bedoeld voor computers, laptops en tablets en is een update voor Windows 8. Op 24 maart 2013 lekte build 9364 uit op het internet, dit na diverse geruchten over het besturingssysteem. Intern gaat het om Windows NT 6.3. De update wordt gratis verspreid voor Windows 8-gebruikers via de Windows Store sinds 17 oktober 2013, op 18 oktober 2013 is Windows 8.1 beschikbaar gesteld voor de rest van het publiek. Windows 8.1 is op 29 juli 2015 opgevolgd door Windows 10.

## Ontwikkeling

### Kort versieoverzicht
| Legenda     | Legenda               | Legenda                 | Legenda                           | Legenda            |
| ----------- | --------------------- | ----------------------- | --------------------------------- | ------------------ |
| Ondersteund | Niet meer ondersteund | Ondersteunde testversie | Niet meer ondersteunde testversie | Toekomstige versie |

| Versie         | Naam              | Datum            | Belangrijkste wijzigingen | Ondersteund tot |
| -------------- | ----------------- | ---------------- | --- | --------------- |
| 6.3.9431.0     | Milestone Preview | 26 juni 2013     | Nieuw startscherm, Internet Explorer 11 beta, vernieuwde apps, 8 nieuwe standaard-apps, verschillende verbeteringen voor desktopgebruik.                                 | 14 januari 2014 |
| 6.3.9600.16384 | RTM               | 17 oktober 2013  | Nieuwe mail, kalender en contacten, Help en tips is vervolledigd, IE11, nieuwe startschermachtergronden, desktoptegels krijgen lichtere kleuren, bugfixes.               | 10 juni 2014    |
| 6.3.9600.17031 | Update            | 8 april 2014     | Pinnen van apps aan de taakbalk, nieuw ontwerp voor "Alle apps", verbeteringen aan het Startscherm, verbeteringen voor gebruik van de muis, Internet Explorer 11-update. | 10 januari 2023 |
| 6.3.9600.17107 | Mei-update        | 13 mei 2014      | Nieuw design voor de Windows Store | 10 januari 2023 |
| 6.3.9600.17126 | Juni-update       | 10 juni 2014     | Verbeterde OneDrive-integratie, Internet Explorer bevat verbeterde ondersteuning voor verticale tekst                                                                    | 10 januari 2023 |
| 6.3.9600.17249 | Augustus-update   | 12 augustus 2014 | Touchpadverbeteringen, Miracast Receive-ondersteuning, verbeterde SharePoint Online-login, aanpassingen aan Windows Update, IE11-update                                  | 10 januari 2023 |
| 6.3.9600.17284 | September-update  | 9 september 2014 | ActiveX elementen worden geblokkeerd als ze verouderd zijn, wijzigingen in zoominstellingen in IE                                                                        | 10 januari 2023 |

### Aankondiging
De update Windows 8.1 werd officieel aangekondigd eind mei 2013. Bij de aankondiging werden diverse verbeteringen uit de doeken gedaan. Later publiceerde Microsoft ook nog een filmpje waar nieuwe functionaliteit werd getoond. Windows 8.1 zou een gratis update worden voor gebruikers van Windows 8.

### Milestone Preview
De Windows 8.1 Milestone Preview werd vrijgegeven op 26 juni 2013 en werd uitgedeeld via de Windows Store. Iedereen met Windows 8 kon deze preview gratis gebruiken en testen. Nieuwe functies waren onder andere een verbeterd startscherm, nieuwe apps en Internet Explorer 11 bèta. De Milestone Preview zou ook verbeterde ondersteuning brengen voor portretmodus en kleinere schermen. Verder waren er diverse personalisatie-opties toegevoegd en maakte ook de startknop zijn intrede.

### RTM
Windows 8.1 bereikte de RTM-milestone op 21 augustus 2013. Deze versie was nog niet volledig af en er waren tussen de RTM en 17 oktober 2013, de dag dat Windows 8.1 beschikbaar zou zijn voor het grote publiek, nog verdere verbetering aan het besturingssysteem gepland. De RTM bevatte nieuwe achtergronden, voor zowel de desktop als het Startscherm, tegenover de Milestone Preview. Ook de stabiele versie van Internet Explorer 11 was aanwezig. Verder waren er verschillende bugs opgelost.
In de GA (general availablitilty)-versie van Windows 8.1, die via de Windows Store werd vrijgegeven, waren nog diverse andere aanpassingen doorgevoerd. Tegels van desktopapplicaties kregen een lichtere kleur die meer in contrast staat met het eigenlijke pictogram. Ook had de Windows Store een Live-tegel die uitgelichte apps toonde. Op 17 oktober 2013 kregen ook alle ingebouwde apps in Windows 8.1 nog een extra update. Vele daarvan waren voor het herstellen van bugs, sommige apps beschikten echter ook over bijgewerkte functionaliteit.

### Update
Microsoft kondigde Windows 8.1 Update officieel aan op Build 2014. De update bevat onder andere een vernieuwde "Apps"-weergaven. Ook heeft Internet Explorer 11 een update gekregen met verbeterde ondersteuning voor WebGL, ECMAScript en nieuwe ontwikkelaarshulpmiddelen. Het startscherm toont voortaan een zoek- en aan/uit-knop en contextmenu's zijn nu muisvriendelijk. Ook zullen gebruikers zonder aanraakscherm voortaan standaard naar de desktop booten, heeft Internet Explorer Touch de optie om het tonen van de tabbladen en adresbalk standaard aan staan en zijn ook alle standaardprogramma's ingesteld op desktop-apps. Ook wordt het mogelijk om Windows-apps in de taakbalk te openen, en bevatten deze apps een titelbalk. De Windows Store zou ook een visuele update krijgen, na de lancering van Update.

### Startmenu
Tijdens Build 2014 maakte Microsoft ook bekend dat het mogelijk zal worden om Windows-apps te draaien op de desktop en dat deze update beschikbaar zou zijn voor alle Windows 8.1-gebruikers. Ook zal de startknop en kleiner menu tonen met in een kolom een lijst met apps, en in de andere Live-tegels.

## Aanpassingen

### Startscherm

#### Tegels
- Kleine en extra grote tegels, die respectievelijk vier keer kleiner en vier keer groter zijn dan de huidige vierkante tegels.
- Men kan nu meerdere Live-tegels tegelijk vergroten, verkleinen en verplaatsen.
- Tegels kunnen nu hun downloadstatus tonen (bijvoorbeeld bij het installeren van een app).
- Tegels van bureaubladapplicaties krijgen nu een achtergrondkleur gebaseerd op de overheersende kleur van het pictogram.
- Verbeterde ondersteuning voor portretmodus.
- Browsers gebruiken voortaan altijd hun Modern UI-variant van de tegel, ook al is het niet de standaardbrowser.

#### Alle Apps-weergave
- Er is een 'Alle apps'-knop toegevoegd aan het startscherm voor systemen die worden bestuurd met een muis.
- De 'Alle apps' weergave heeft nu de mogelijkheid om apps te sorteren op naam, installatie datum, meest gebruikt en categorie.
- Er is een zoekbalk toegevoegd aan 'Alle apps'.
- 'Alle apps' kan nu benaderd worden door het startscherm naar boven te vegen.
- Nieuwe apps worden niet meer standaard vastgepind aan het startscherm, maar enkel in 'Alle apps'.
- Er kan worden ingesteld dat als men van de 'Alle apps'-weergave zoekt, dat dan overal wordt gezocht.
- Er kan voor worden gekozen om desktopapplicaties altijd als eerste te tonen.
- Nieuwe applicaties worden gelabeld om aan te tonen dat deze nieuw zijn.
- Onder de naam van een app wordt nu een balk getoond die aanduidt hoever de installatie van de app is afgerond.

#### Personalisatie
- Voor het aanpassen van de indeling van het startscherm is nu een aparte weergave.
- Groepsnamen moeten worden aangepast in de weergave 'Indeling' in plaats van het algemeen overzicht.
- Het startscherm is in staat om de achtergrond van het bureaublad over te nemen.
- Er zijn nieuwe achtergronden beschikbaar die een animatie tonen op het startscherm.
- Volledige vrijheid in het kiezen van kleuren voor de Modern UI.

#### Overige
- Het startscherm kan tot negen rijen tegels weergeven, in plaats van de zes bij Windows 8.

### Interface

#### Apps
- De animatie bij het openen van een app is veranderd.
- Als Snap in gebruik is, vraagt Windows in welke helft van het scherm de app geopend moet worden.
- Als men feedback wil plaatsen voor een app, opent de mail-app nu in snap view in plaats van in volledigeschermmodus.
- Apps kunnen nu worden geselecteerd door ze langer ingedrukt te houden.

#### Multitasking
- Snap is niet meer gelimiteerd tot de 1:3-verhouding zoals in Windows 8 wel het geval is.
- Het is nu mogelijk om, naast 2, ook 3 of 4 apps te snappen.
- Er kunnen nu meerdere Modern-apps openstaan op verschillende schermen.

#### Desktop
- De animatie bij het minimaliseren en maximaliseren van een venster is veranderd.
- De Startknop keert terug in de vorm van een Start Tip.
- Ieder scherm kan nu zijn eigen schaling aannemen.
- Het standaarddesktopthema heeft een nieuwe achtergrond.
- De twee standaarddesktopthema's zijn vervangen door nieuwe thema's.
- Direct opstarten naar de desktop.

#### Hotcorners
- De hotcorner van de Charmsbar kan worden uitgeschakeld.
- De hotcorner om terug te keren naar de laatst geopende app kan worden uitgeschakeld.
- De Charmsbar zal nu, afhankelijk van de gebruikte hotcorner, hoger of lager getoond worden.

#### Lockscherm
- Er kunnen nu meerdere Modern-apps openstaan op verschillende schermen.
- Het is mogelijk om één app toegang te geven tot een alarm.

#### Algemeen
- Een Slide to shutdown-functie.
- Het virtuele toetsenbord beschikt over diverse verbeteringen.
- Op diverse plaatsen zijn er nieuwe acties toegevoegd aan het rechtermuisklikmenu.

### Apps en zoeken

#### Apps
Niet alle nieuwe (verbeterde) apps zullen beschikbaar zijn voor Windows 8-gebruikers. Apps die wel worden geüpdatet voor Windows 8.1, zouden mogelijk enkele functies moeten missen die wel beschikbaar zijn op Windows 8.1.
- Alle apps die worden meegeleverd met Windows zullen (verbeterde) ondersteuning bieden voor portretmodus.
- Er kan nu worden gekozen om een app op alle apparaten te verwijderen.
- Agenda
  - De interface is volledig vernieuwd.
- Camera
  - De Camera-app is voorzien van een nieuwe kleur en nieuwe interface.
  - De Camera-app kan gebruikmaken van Microsofts Photosynth-panoramasoftware.
  - De camera kan nu vanuit het vergrendelscherm worden benaderd.
- E-mail
  - De interface is volledig vernieuwd.
  - Ondersteuning voor drag-and-drop.
  - De Mail-app heeft een nieuwe kleur gekregen, het gebruikt nu hetzelfde blauw als het Outlook.com-logo.
- Financieel
  - De Financieel-app biedt nu ondersteuning voor grote tegels.
  - Er is een zoekfunctie toegevoegd.
  - Bij het pinnen van een beurs aan het startscherm, kan nu worden gekozen welk formaat de tegel moet hebben.
- Foto's
  - Er zijn diverse mogelijkheden toegevoegd om foto's te bewerken
  - De Facebook- en Flickr-integratie is verwijderd
- Muziek
  - De interface van Xbox Muziek is volledig vernieuwd.
- Nieuws
  - De Nieuws-app biedt nu ondersteuning voor grote tegels.
  - Er is een zoekfunctie toegevoegd.
  - Bij het pinnen van een nieuwsbron aan het startscherm, kan nu worden gekozen welk formaat de tegel moet hebben.
- Pc-instellingen
  - Het startscherm wordt gesynchroniseerd tussen apparaten, net als diverse andere functies.
  - Er zijn diverse functies uit het configuratie scherm toegevoegd.
  - De app is voorzien van een volledig nieuwe interface.
  - Er is een Assigned access-optie toegevoegd waarmee men een gebruiker kan beperken tot slechts 1 app.
  - Het wordt mogelijk om op te starten naar de All Apps-weergave of het bureaublad.
  - Bedrijfsgegevens kunnen verwijderd worden op afstand zonder persoonlijke gegevens te raken.
  - Network join stelt beheerders in staat om het Startscherm te vergrendelen zodat niks kan worden aangepast in de indeling.
  - De instellingenapp kan nu aan het startscherm worden gepind.
- Personen
  - De interface is volledig vernieuwd.
- Reizen
  - De Reizen-app biedt nu ondersteuning voor grote tegels.
  - Er is een zoekfunctie toegevoegd.
  - Bij het pinnen van een locatie aan het startscherm, kan nu worden gekozen welk formaat de tegel moet hebben.
- OneDrive
  - Het is mogelijk om lokale bestanden te bekijken in OneDrive.
  - Men kan kiezen om bestanden standaard op te slaan in OneDrive.
  - OneDrive kan nu bestanden synchroniseren, de desktop-app is niet meer nodig.
- Skype
  - Skype is nu een standaardapp en vervangt Berichten.
- Sport
  - De Sport-app biedt nu ondersteuning voor grote tegels.
  - Er is een zoekfunctie toegevoegd.
- Video
  - De interface van Xbox Video is volledig vernieuwd.
- Weer
  - De Weer-app biedt nu ondersteuning voor grote tegels.
  - Er is een zoekfunctie toegevoegd.
  - De Weer-app toont nu een "Get started"-kader waarin een link naar een video staat en veelgebruikte taken.
  - Bij het pinnen van een locatie aan het startscherm, kan nu worden gekozen welk formaat de tegel moet hebben.
- Windows Store
  - Windows Store haalt automatisch updates op en installeert ze.
  - De interface van de Windows Store heeft diverse updates ondergaan.
  - Apps worden nu (indien gewenst) automatisch bijgewerkt.
  - Er is een nieuw icoon voor de Windows Store.
  - De Windows Store heeft nu een live-tegel die uitgelichte apps toont.
- Er zijn negen nieuwe standaardapps toegevoegd
  - Berekenen - een rekenmachine
  - Bing Eten en Drinken - een app over eten en drinken
  - Bing Gezondheid en Fitness - een app over gezondheid en fitness
  - Help & tips - een app die helpt bij het gebruik van Windows
  - Herinneren - een alarm
  - Movie Moments - een videobewerkingsprogramma
  - Leeslijst - een 'lees later'-functie
  - Skype - een VoIP-app waarmee kan worden gechat en gebeld over het internet
  - Zoeken - deze app wordt opgeroepen als er om meer resultaten wordt gevraagd tijdens het zoeken in de Charmsbar
- Er zijn twee standaardapps verwijderd
  - Berichten - een chat-app, deze was onderdeel van Mail, Personen, Kalender en Berichten en is vervangen door Skype
  - Bing - een app om op internet te zoeken, deze is vervangen door Zoeken

#### Zoeken
- De zoekfunctionaliteit neemt nu niet meer het volledige scherm in beslag en zoekt overal.
- Als er om meer resultaten wordt gevraagd, zal het zoeken een overzicht van alle resultaten op de pc en het internet tonen in een nieuwe app.
- Verbeterde integratie met Bing.

### Internet Explorer 11

#### Functies
- Het is voortaan mogelijk om tabs te synchroniseren.
- De desktopversie van IE ondersteunt nu ook gebaren.
- Er is een Click-to-Call-functie toegevoegd.
- Websites die gebruikmaken van mouseover functionaliteit zijn nu makkelijker te bedienen.
- IE11 kan nu zelf bepalen welk toetsenbord een bepaald veld nodig heeft.

#### Modern UI-specifieke functies
- Het is voortaan mogelijk om de adresbalk vast te pinnen.
- De tabbladenbalk kan ook vastgepind worden, en zal overschakelen op een thumbnailloze versie.
- Het is mogelijk om meer dan 100 (100 is het aangeraden maximum) tabbladen te openen per scherm, de limiet in Windows 8 is 10.
- Er werd een downloadlijst aan de Modern-versie toegevoegd.
- Modern UI heeft een nieuw ontwerp gekregen.
- Tegels kunnen nu ook andere formaten aannemen.
- Tegels van websites kunnen nu ook de feed van die website tonen.
- Reading View toont de content van een website in een krant-achtige weergave.

#### Voor ontwikkelaars
- De ondersteuning voor CSS3 en HTML5 zijn verbeterd.
- IE11 ondersteunt drag-and-drop met aanraking nu volledig, als eerste browser.
- Aanzetten tot WebGL- en SPDY-ondersteuning.
- MPEG Dash-ondersteuning.
- Websites kunnen nu ook tegels tonen in andere formaten dan medium. Ook small, width en large zijn nu mogelijk.
- Internet Explorer 11 is voorzien van compleet nieuwe ontwikkelaarshulpmiddelen.

### Standaarden en protocollen
- Het ReFS-bestandssysteem kan gebruikt worden. Dit is een verbeterde versie van NTFS.
- Aanzetten tot 3G- en 4G-ondersteuning.
- Native ondersteuning voor Miracast.
- NFC-ondersteuning.
- Draadloos printen zonder installatie van extra drivers.
- OMA DM-ondersteuning voor het beheer van apparaten op afstand toegevoegd.

### Beveiliging
- Windows Defender is geüpdatet van versie 4.0 naar versie 4.3.
  - 4.0 is de standaardversie in Windows 8, Windows 8 beschikt over een update naar 4.2.
- Native ondersteuning voor biometrisch scannen.
- Tweestapsauthentificatie.
- Windows Defender zal ingezet worden om binaire extensies te scannen.

### Windows RT-specifiek
- Microsoft Office Outlook 2013 RT zal worden meegeleverd met deze update.

### Prestaties
- Het geheugengebruik is sterk gereduceerd.
- DirectX is geüpdatet naar versie 11.2 (van 11.1).
- De grafische weergave van de Windows Prestatie-index is verwijderd. Met de commandoregel is de info nog te achterhalen.[4]

### Overige
- De Windowskernel is geüpdatet van versie 6.2 naar 6.3.
- Ondersteuning voor touchpad-gebaren zonder extra driver.
- Native ondersteuning voor 3D-printers.
- Vernieuwde installatie.
- Win-toets + S opent nu de Search Charm, Win-toets + Q doet hetzelfde.
- Er zijn verbeteringen doorgevoerd aan het stuurprogramma dat gebaren vanaf de randen detecteert zodat toestellen met dunnere randen mogelijk zijn.
- De opdrachtprompt kan worden vervangen door Windows PowerShell in het menu dat verschijnt als men op de Win-toets + X drukt.
- Er is een verbeterde ondersteuning voor hoge resoluties.

## Updates

### Windows 8.1 Update
Windows 8.1 Update (eerder bekend als Windows 8.1 Spring 2014 GDR en Windows 8.1 GDR), is een update voor Windows 8.1 die is vrijgegeven op 8 april 2014. De update moet voor 10 juni 2014 zijn geïnstalleerd om nog verdere updates te ontvangen, omdat Microsoft voortaan verder zal gaan met Update als basis voor het ontwikkelen van updates.

#### Startscherm en Alle Apps
- Het is mogelijk om Windows af te sluiten met een knop op het startscherm (niet voor touchscreens en schermen kleiner dan 8,5 inch).
- Er is een visuele knop voor het zoeken op het startscherm (niet voor touchscreens).
- Een rechtermuisklik op een live-tegel toont een contextmenu.
- De standaardindeling van het startscherm voor nieuwe gebruikers is gewijzigd.
- Er wordt een notificatie getoond op het startscherm als er nieuwe apps beschikbaar zijn.
- De Alle Apps-weergave heeft een nieuw ontwerp gekregen.
- Het is mogelijk om meer apps te tonen in Alle Apps.
- Alle Apps toont voortaan altijd de eerste letter van iedere groep.

#### Desktop
- Het is mogelijk om Store-apps te tonen op de taakbalk.
- De Windows Store is naast Windows Verkenner en Internet Explorer standaard vastgepind.
- Apps beschikken nu over een miniatuur-controlepaneel.
- Apps hebben een titelbalk.
- De taakbalk is ook toegankelijk buiten het bureaublad om.
- Apparaten zonder touchscreen zullen standaard opstarten naar het bureaublad.
- Standaardapplicaties op apparaten zonder touchscreen zijn voortaan desktop-apps.

#### Internet Explorer 11
- Internet Explorer bevat een "Enterprise Mode".
- Er zijn nieuwe opties toegevoegd aan de Ontwikkelaarshulpmiddelen.
- Verbeterde ondersteuning voor ECMAScript 5.1.
- Verschillende verbeteringen aan de ondersteuning voor WebGL.

#### Apps
- OneDrive
  - SkyDrive heet voortaan OneDrive.
  - Het is mogelijk om manueel te synchroniseren.
  - Er wordt een icoon in het systeemvak getoond.
- Xbox Music
  - Het is nu mogelijk om artiesten en afspeellijsten op het startscherm vast te pinnen.
  - Afspeellijsten kunnen nu met slepen en neerzetten worden aangepast.
  - Er worden mediabesturingselementen getoond bij de taakbalk-miniatuurweergave.

#### Modern UI
- Pc-instellingen
  - Er is een nieuwe scherm, "Schijfruimte", toegevoegd.
  - Een computer kan worden hernoemd vanaf deze app.
  - Het domein kan worden verlaten vanuit de Modern UI.
  - Er is een directe link naar het configuratiescherm.
- Er is een fly-outmenu voor wifi-netwerken.

#### Overige
- Verbeterde prestaties en lagere systeemeisen.

### Mei-update
Met Patch Tuesday op 13 mei 2014 werd een update naar Windows 8.1 gestuurd die de Windows Store vernieuwde.
- Windows Store
  - Er is nu een permanente navigatiebalk met zoekvak aan de bovenkant van het scherm.
  - Populaire hitlijsten en Verzamelingen zijn toegevoegd aan de Store.
  - De startpagina maakt nu meer gebruik van de mediumtegels in plaats van de brede.
  - Verbeterde interface voor muis en toetsenbord.
  - Apps tonen voortaan of ze een Windows Phone-variant hebben.
  - Promoties worden voortaan getoond bij apps indien die er zijn.

### Juni-update
Op 10 juni 2014 werd Windows 8.1 voorzien van een update die de integratie met OneDrive moet verbeteren. Ook Internet Explorer 11 werd voorzien van een kleine update.
- OneDrive
  - Er is een pop-up toegevoegd aan het pictogram in het systeemvak
  - Men kan synchroniseren nu forceren
  - Synchroniseren kan gepauzeerd worden
  - De pop-up toont nu wanneer OneDrive voor het laatst heeft gesynchroniseerd
  - Er is een optie toegevoegd om de OneDrive-map te openen in de Verkenner
  - Het dropdownmenu van het pictogram in het systeemvak heeft nieuwe opties bijgekregen
  - Directe link naar de OneDrivewebsite
  - Synchroniseren kan gepauzeerd en geforceerd worden
  - Optie om OneDrive-opslag te beheren
  - Een link naar instellingen voor OneDrive is toegevoegd
  - Er zijn verschillende helpitems toegevoegd
- Internet Explorer 11
  - Verbeterde ondersteuning voor verticaal schrijven

### Augustus-update
Op 5 augustus 2014 kondigde Microsoft aan dat het niet langer updates aan Windows 8.1 zou opsparen voor een gezamenlijke vrijgaven, zoals werd gedaan met Windows 8.1 Update, maar in plaats daarvan nieuwe functies of verbeteringen aan bestaande functies maandelijks zou uitrollen. Zo ook op de Update Tuesday van 12 augustus 2014. Ook maakt Microsoft een wijziging aan de naam van de maandelijkse updateronde: in plaats van "Patch Tuesday" noemt Microsoft het nu "Update Tuesday".
- Pc-instellingen
  - Windows Update toont voortaan wanneer er voor het laatst is gecontroleerd op updates en wanneer er voor het laatst updates zijn geïnstalleerd
  - Gebruikers kunnen kiezen om het touchpad aan of uit te zetten als er een muis aangesloten is
  - Het is nu mogelijk om rechtermuiskliks toe te staan op het touchpad
  - Dubbelklikken kan eveneens worden in- of uitgeschakeld
- Internet Explorer 11
  - Verbeterde ondersteuning voor WebGL
  - Diverse nieuwe functies in de ontwikkelaarshulpmiddelen
  - Beginselen voor WebDriverondersteuning
- Ondersteuning voor Miracast Receive
- SharePoint Online
  - Windows zal minder dialoogvensters tonen bij het inloggen op SharePoint Online
- Systeem
  - Het Ruble-symbool is toegevoegd voor invoermethodes
  - Diverse WiFi Direct- API's zijn toegevoegd
  - Nieuwe API's voor het uitlezen van gps-gegevens en "datum opname" van een MP4-bestand
- 69 bugs zijn verholpen

### September-update
Op 12 augustus 2014 kondigde Microsoft aan dat in de september 2014-update Internet Explorer 11 niet langer verouderde ActiveX-elementen zou afspelen, hoewel dit al in de augustus-update had moeten gebeuren maar werd uitgesteld om meer tijd te voorzien.
- Internet Explorer 11
  - Internet Explorer zal nu automatisch verouderde ActiveX-elementen blokkeren

### Oktober-update
- Internet Explorer 11
  - De "Nieuwe tab"-pagina toont voortaan een zoekvak
  - 14 bugs zijn verholpen en beveiligingsupdates

## Systeemvereisten
De systeemeisen van de Windows 8.1 zijn dezelfde als die voor Windows 8.
| Processorarchitectuur    | x86 (32 bit)                                     | x86-64 (64 bit)                                  |
| ------------------------ | ------------------------------------------------ | ------------------------------------------------ |
| Processor                | 1 GHz of sneller                                 | 1 GHz of sneller                                 |
| RAM                      | 1 GB                                             | 2 GB                                             |
| Grafische kaart          | Microsoft DirectX 9-, grafisch apparaat of hoger | Microsoft DirectX 9-, grafisch apparaat of hoger |
| Beschikbare schijfruimte | 16 GB                                            | 20 GB                                            |

Om gebruik te kunnen maken van Modern UI-apps is een schermresolutie van 1024x768 of hoger vereist. Om gebruik te kunnen maken van Snap, zodat men twee applicaties naast elkaar kan gebruiken, is dezelfde resolutie vereist. Hogere resoluties zal het ook mogelijk maken om 3 of 4 apps tegelijkertijd te tonen op het scherm.
Om een logocertificatie van Microsoft te krijgen, vereist Microsoft dat een computer in minder dan twee seconden kan ontwaken uit stand-by op een x86-architectuur.

### Tablets
Microsoft heeft voor tablets minimumhardwarevereisten opgelegd voor apparaten gemaakt om met Windows 8.1 te werken.
| Videokaart          | Grafische DirectX 10-hardware met WDDM 1.2 of hoger. |
| Opslag              | 10 GB vrije ruimte als Windows volledig is geïnstalleerd |
| Standaardknoppen    | 'Aan-uit', 'Draaivergrendeling', 'Windowstoets', 'Volume Verhogen (+)', 'Volume Verlagen (-)', vanaf Windows 8.1 maakt het niet meer uit waar deze zich bevinden.                                                     |
| Beeldscherm         | Touchscreen met ondersteuning voor 5 aanraakpunten en een minimumresolutie van 1024x768 pixels. De native resolutie mag hoger liggen dan 1024 (horizontaal) en 768 (verticaal). De minimale kleurendiepte is 32 bits. |
| Camera              | Minimaal 720p |
| Ambient-lichtsensor | 1-30k-lux-capable met dynamic range van 5-60 K |
| Versnellingsmeter   | Drie sensoren met minstens 50 Hz of hoger |
| USB 2.0             | Minstens 1 poort en 1 controller. |
| Verbinding          | Wifi en bluetooth 4.0 + LE |
| Overige             | Luidsprekers, microfoon, magnetometer en gyroscoop |

## Updaten
Om te updaten naar Windows 8.1, moet een aparte update worden geïnstalleerd. Deze zal ervoor zorgen dat er een melding wordt gegeven dat er een nieuwe versie van Windows beschikbaar is en deze zal een nieuwe categorie laten zien in de Windows Store die speciaal voor de update dient. Vanaf daar kan worden geüpgraded via de Store of met een ISO. Windows RT-gebruikers kunnen enkel via de Store updaten.
Bij het updaten worden alle programma's en bestanden behouden.
Als de gebruiker Windows 8.1 Preview gebruikt, wordt deze ook automatisch gewaarschuwd door Windows met een melding dat de volledige versie van Windows 8.1 beschikbaar is. De update van de Preview naar de RTM zal echter een herinstallatie vereisen van programma's en apps. Instellingen zouden gesynchroniseerd worden met OneDrive. Een update van Windows 8 naar Windows 8.1 zal echter wel alle instellingen behouden.

## Softwarecompatibiliteit
Windows 8.1 voor IA-32 en x64 zal de meeste software van voorgaande Windowsversies kunnen draaien met dezelfde restricties als Windows 8: de 64 bitversie van Windows 8.1 is in staat om 64 bit- en 32 bitsoftware te draaien, terwijl de 32 bitversie van Windows 8.1 in staat is om 32 bit- en 16 bitsoftware te draaien (hoewel sommige 16 bitsoftware aangepaste instellingen vereist of helemaal niet werkt).
Windows RT 8.1, een versie van Windows 8.1 die gemaakt is voor de ARM-instructieset, ondersteunt enkel programma's die standaard zijn ingebouwd in Windows, worden meegeleverd met Windows Update of zijn gedownload vanuit de Windows Store. Microsoft Office 2013 RT, welke Word, Excel, PowerPoint, OneNote en Outlook bevat, wordt ook meegeleverd met Windows RT. Windows RT biedt geen ondersteuning voor het uitvoeren, emuleren of het porten van bestaande x86/64-desktopprogramma's op de ARM-architectuur.
Modern UI-applicaties kunnen wel worden gebruikt op zowel Windows 8.1 als Windows RT 8.1, ook is het mogelijk dat deze enkel een bepaalde architectuur ondersteunen.

## Edities
Windows 8 is beschikbaar in vier versies. Deze versies zijn, op het versienummer na, allemaal gelijk gebleven. Windows 8.1 en Windows 8.1 Pro liggen in de winkel voor de consumenten in de meeste landen. Windows 8.1 Enterprise is enkel beschikbaar voor bedrijven. Windows RT 8.1 wordt alleen vooraf geïnstalleerd op tablets met de ARM-architectuur die draaien op Windows. Er is ook een serverversie uitgebracht van Windows 8.1 genaamd Windows Server 2012 R2.